# Rudolf Dombi
Rudolf Dombi (* 9. November 1986 in Budapest) ist ein ehemaliger ungarischer Kanute.

## Karriere
Rudolf Dombi, der für den Budapester Építők Margitszigeti Diák KC aktiv war, nahm 2012 in London an seinen einzigen Olympischen Spielen teil. Dabei gehörte er neben Roland Kökény zum ungarischen Aufgebot im Zweier-Kajak auf der 1000-Meter-Strecke. Sie gewannen den zweiten Vorlauf nach 3:11,393 Minuten und qualifizierten sich dadurch direkt für den Endlauf. In diesem überquerten sie nach 3:09,646 Minuten ebenfalls als Erste die Ziellinie, womit sie als Olympiasieger die Goldmedaille gewannen. Dabei setzten sie sich knapp im Fotofinish gegen die Portugiesen Fernando Pimenta und Emanuel Silva durch, die 53 Hundertstelsekunden hinter den Ungarn das Ziel erreichten. Den dritten Platz belegten die Deutschen Martin Hollstein und Andreas Ihle.
Im Vorfeld zu den Olympischen Spielen gewann Dombi bei Europameisterschaften zunächst 2009 in Brandenburg an der Havel mit dem Vierer-Kajak über 200 Meter die Bronzemedaille. 2010 verbesserte er sich in Corvera mit dem Vierer-Kajak, diesmal auf der 1000-Meter-Distanz, auf den zweiten Platz, während er im Zweier-Kajak mit István Beé über 200 Meter Bronze gewann. Eine weitere Bronzemedaille sicherte er sich 2011 in Belgrad mit Roland Kökény im Zweier-Kajak auf der 1000-Meter-Strecke. Ein Jahr später wurden sie in Zagreb in dieser Disziplin Europameister.
Bei Weltmeisterschaften gewannen Dombi und Kökeny 2013 in Duisburg über 1000 Meter die Bronzemedaille. 2014 wurde Dombi in Moskau mit Gergely Boros im Zweier-Kajak über 500 Meter Vizeweltmeister. Dreimal wurde er ungarischer Meister, davon einmal im Zweier-Kajak und zweimal im Vierer-Kajak. Mit Ablauf des Jahres 2017 beendete er seine Karriere.
Für seinen Olympiasieg im Jahr 2012 erhielt Dombi das Offizierskreuz des Ungarischen Verdienstordens. Zudem wurde er mit Roland Kökény im selben Jahr zu Ungarns Mannschaft des Jahres gewählt.